# شکارگیر ته‌آتشی
شکارگیر ته‌آتشی (نام علمی: Austrogomphus turneri) نام یک گونه از سرده شکارگیرها است.